# Bundaberg
Pour les articles homonymes, voir BDB.
Bundaberg ou BDB est une ville du Queensland, en Australie au sud de l'embouchure du fleuve Burnett, à 385 kilomètres au nord de Brisbane. Sa zone urbaine compte 73 747 habitants en 2021.

## Histoire
Bundaberg est une ville d'origine anglo-saxonne créée par les forestiers John et Gavin Steuart et Lachlan Tripp en 1867. Les premiers cultivateurs arrivèrent peu après. L'exploitation du bois fut la première industrie de la ville et, en 1868, une scierie fut installée sur la rivière. La ville prit le nom de Bundaberg en 1870.
La culture de la canne à sucre fut essayée peu après et ce fut un succès.
Bundaberg est devenue une ville en 1913.

## Économie
À l'heure actuelle, l'économie de la ville est basée sur la culture de la canne à sucre, l'industrie de transformation (usine sucrière, distillerie de rhum). La région produit aussi des fruits et légumes : tomates, courgettes, poivrons, pastèques
Bénéficiant d'un climat subtropical humide, de la proximité de la grande barrière de corail, la ville vit aussi du tourisme.

## Transport
Bundaberg possède un aéroport (code AITA : BDB).

## Personnalités
- May Wirth (1894-1978), artiste de cirque en voltige équestre et contorsionniste, est née à Bundaberg.

## Géographie
Bundaberg a un climat subtropical humide (Köppen: Cfa) avec des étés chauds et humides et des hivers très doux et assez secs. La pluviométrie est moderée: 997,0 mm par an, avec un maximum d'été. La température la plus élevée enregistrée est de 40,2 ºC le 19 décembre 1901, tandis que la température la plus basse est de −0,7 ºC le 16 juillet 1918.
| Mois                                            | jan.  | fév.  | mars  | avril | mai  | juin | jui. | août | sep. | oct. | nov. | déc.  | année |
| ----------------------------------------------- | ----- | ----- | ----- | ----- | ---- | ---- | ---- | ---- | ---- | ---- | ---- | ----- | ----- |
| Température minimale moyenne (°C)               | 21,5  | 21,4  | 20,2  | 17,6  | 14,2 | 11,6 | 10,3 | 10,9 | 13,7 | 16,6 | 18,8 | 20,6  | 16,4  |
| Température maximale moyenne (°C)               | 30,4  | 30,2  | 29,4  | 27,6  | 24,9 | 22,7 | 22,3 | 23,6 | 25,7 | 27,2 | 28,6 | 29,7  | 26,9  |
| Record de froid (°C)                            | 14,1  | 12,2  | 9,7   | 6,7   | 3,3  | 0,7  | −0,7 | 0,6  | 0,2  | 5,5  | 7,9  | 10,6  | −0,7  |
| Record de chaleur (°C)                          | 38,9  | 38,6  | 38,5  | 34,9  | 31,7 | 29,7 | 29   | 31,1 | 36,5 | 35,8 | 37,7 | 40,2  | 40,2  |
| Précipitations (mm)                             | 167,3 | 154,1 | 111,7 | 55,8  | 66,3 | 48,3 | 39,3 | 32,5 | 34,1 | 78   | 86,5 | 123,6 | 997   |
| dont nombre de jours avec précipitations ≥ 1 mm | 7,9   | 8     | 7     | 4,9   | 4,6  | 3,4  | 3,1  | 2,8  | 2,9  | 5,1  | 5,6  | 6,2   | 61,5  |
| Humidité relative (%)                           | 61    | 62    | 59    | 57    | 54   | 52   | 49   | 47   | 49   | 54   | 57   | 60    | 55    |